# チャールズ・ランドシーア
チャールズ・ランドシーア（Charles Landseer RA、1799年8月12日 - 1879年7月22日）は、イギリスの画家である。主に歴史画を描いた。有名な動物画家エドウィン・ランドシーアの兄であった。

## 略歴
ロンドンで版画家のジョン・ランドシーア（John Landseer ARA: 1762/1763-1852）の息子に生まれた。弟のエドウィン・ランドシーア（1802-1873）は有名な動物画家になった。エドウィン・ランドシーアとともにベンジャミン・ヘイドンから絵に学んだ。1815年にはロイヤル・ソサエティ・オブ・アーツの展覧会で銀杯を受賞した 。1816年にロイヤル・アカデミー・オブ・アーツの美術学校に入学し、ヨハン・ハインリヒ・フュースリーに学んだ。
外交官の初代ステュアート・デ・ロスシー男爵（Charles Stuart, 1st Baron Stuart de Rothesay）に同行してポルトガルとブラジルへ旅し、この旅で描いた作品は、1828年にロンドンの民間展覧会「British Institution」に出展された。
1837年にロイヤル・アカデミーの準会員に選ばれ、1845年に正会員に選ばれた。1851年にロイヤル・アカデミーの学芸員（Keeper）に任命され、「Antique School」の講師になり1873年までその仕事を続けた。
イギリスの歴史や文学を題材にした作品を主に描き、服飾の詳細な描写やその歴史的な正確さで知られていた。
1879年にロンドンで亡くなり、奨学金の資金をロイヤル・アカデミーに遺贈した。